# Catharina Råland Wennberg
Catharina Råland Wennberg, född Råland 22 maj 1968, är en tidigare svensk landslagsspelare i handboll.

## Klubbkarriär
Catharina som då hette Råland spelade för Skuru IK i Nacka. Flicklaget födda 1967-1968 blev riksmästare för B-ungdom 1982. I laget spelade då tre blivande A-landslagsspelare Lena Jansson Catharina Råland  och målvakten Lena Romander. 1985-1986 kvalade Skuru sig upp i damallsvenskan och tillhörde snart topplagen i ligan. 1989-1990 placerade Catharina Wennberg sig på femte plats i allsvenskans skytteliga med 135 mål. Det är oklart när hon avslutade klubbkarriären.

## Landslagskarriär
Catharina Wennberg spelade 25 ungdomslandskamper med 42 gjorda mål 1985 till 1987. Catharina Wennberg spelade  sedan 60 A-landskamper från 1987 till 1991 med 68 gjorda mål. Hon debuterade i A-landslaget 18 april 1987 i en oavgjord landskamp mot Västtyskland. Hennes främsta framgångar med landslaget var att  i B-VM 1989 kvalificerade laget sig för A-VM 1990 i Sydkorea. Wennberg spelade sedan även VM-turneringen 1990. Hon avlutade karriären i landslaget den 14 februari 1991 mot Danmark.